# Strijkmolen I
Strijkmolen I is een in 1864 in Rustenburg gebouwde strijkmolen, die als vijzelmolen is gebouwd en die de voorgaande molen verving die na blikseminslag was afgebrand. De molen is een rietgedekte achtkantige molen van het type grondzeiler met een oudhollands wiekenkruis. De molen is, zoals meer Noord-Hollandse poldermolens, een binnenkruier. Strijkmolen I is voorzien van een Vlaamse vang. Naast de molen staan twee andere molens, te weten Strijkmolen K en Strijkmolen L. Strijkmolen I is sinds 2000 eigendom van Stichting De Schermer Molens. Nadat de Schermerboezem en de Raaksmaatsboezem in 1941 zijn samengevoegd, is de vijzel verwijderd en zijn de waterlopen gedempt, maar de molen is sinds de restauratie van 2002 weer draaivaardig. In de molen bevindt zich een woning. Strijkmolen I is niet te bezoeken.
In 2011 is de voormalige Schermerboezem weer gedeeltelijk uitgegraven, waarmee de omgeving van de strijkmolens I, K en L een oorspronkelijker aanzicht heeft gekregen. Het is nu in principe mogelijk om een circuitbemaling in de molens aan te brengen.
Strijkmolens:
Strijkmolen B ·
Strijkmolen C ·
Strijkmolen D ·
Strijkmolen E ·
Ambachtsmolen ·
Strijkmolen I ·
Strijkmolen K ·
Strijkmolen L

Poldermolens:
Bosmolen ·
Hargermolen ·
Groetermolen ·
De Grebmolen ·
Slootgaardmolen ·
Poldermolen Waarland ·
Molen D / Oosterdel ·
Molen A ·
Sluismolen ·
Damlandermolen ·
Philisteinse Molen ·
Wimmenumer Molen ·
Geestmolen ·
Robonsbosmolen ·
De Viaan ·
De Eendracht

Korenmolens:
De Groot ·
Kijkduin (Schoorl) ·
't Roode Hert -
De Gouden Engel -
De Otter (Oterleek)

Molenstichting Alkmaar